# Campionat del Món de Trial indoor 2003
|  | Per al campionat del món a l'aire lliure d'aquell any, vegeu Campionat del Món de Trial 2003 |

La temporada de 2003 del Campionat del Món de Trial indoor fou l'11a edició d'aquest campionat, organitzat per la FIM. El calendari oficial constava d'11 proves puntuables, celebrades entre l'1 de desembre de 2002 i el 21 de març de 2003. Dues de les proves programades es disputaren als Països Catalans: Canillo (1 de desembre) i Barcelona (2 de febrer).
Adam Raga va guanyar amb la Gas Gas el primer dels seus quatre títols mundials indoor consecutius, que juntament amb els seus dos mundials a l'aire lliure, també consecutius, el situen en quart lloc a la llista de campions més reeixits de la història del trial.
Raga va guanyar clarament el campionat del 2003 per davant de Dougie Lampkin, amb un total de sis victòries contra les tres del campió vigent, Albert Cabestany, tercer classificat. En total, tres catalans es van classificar aquell any entre els quatre primers. A més, de les onze proves puntuables, deu les van guanyar catalans.
Marc Colomer, un dels protagonistes del mundial des del 1993, es va retirar a finals d'any després d'acabar el campionat en desena posició.

## Sistema de puntuació
| Posició | 1  | 2  | 3  | 4  | 5  | 6  | 7 | 8 | 9 | 10 |
| Punts   | 20 | 17 | 15 | 13 | 11 | 10 | 9 | 8 | 7 | 6  |

## Calendari
| Ronda | Data          | Any  | Prova         | Lloc            | Guanyador        |
| ----- | ------------- | ---- | ------------- | --------------- | ---------------- |
| 1     | 1 de desembre | 2002 | Andorra       | Canillo         | Adam Raga        |
| 2     | 4 de gener    | 2003 | Gran Bretanya | Sheffield       | Albert Cabestany |
| 3     | 11 de gener   | 2003 | Alemanya      | Coblença        | Dougie Lampkin   |
| 4     | 18 de gener   | 2003 | França        | Marsella        | Adam Raga        |
| 5     | 2 de febrer   | 2003 | Espanya       | Barcelona       | Adam Raga        |
| 6     | 8 de febrer   | 2003 | Itàlia        | Torí            | Adam Raga        |
| 7     | 14 de febrer  | 2003 | Àustria       | Viena           | Adam Raga        |
| 8     | 22 de febrer  | 2003 | Itàlia        | Pesaro          | Adam Raga        |
| 9     | 1 de març     | 2003 | Rússia        | Sant Petersburg | Albert Cabestany |
| 10    | 4 de març     | 2003 | França        | Niça            | Marc Freixa      |
| 11    | 21 de març    | 2003 | Espanya       | Madrid          | Albert Cabestany |

## Classificació final
| Posició | Pilot             | Motocicleta    | Punts |
| ------- | ----------------- | -------------- | ----- |
| 1       | Adam Raga         | Gas Gas        | 197   |
| 2       | Dougie Lampkin    | Montesa        | 179   |
| 3       | Albert Cabestany  | Beta           | 169   |
| 4       | Marc Freixa       | Scorpa/Montesa | 148   |
| 5       | Takahisa Fujinami | Honda          | 132   |
| 6       | Graham Jarvis     | Sherco         | 118   |
| 7       | Steve Colley      | Gas Gas        | 28    |
| 8       | Fumitaka Nozaki   | Scorpa         | 25    |
| 9       | Bruno Camozzi     | Beta           | 17    |
| 10      | Marc Colomer      | Gas Gas        | 11    |
| 11      | Sam Connor        | Gas Gas        | 9     |
| 12      | Jordi Pascuet     | Gas Gas        | 9     |